# Лодегранс
Леодегранс, иногда Леондегранс, Леодогран (/ˈliːoʊdɪɡræns/) — король, отец королевы Гвиневры из легенды об Артуре. Его королевство Кармелайд (или Камельярд) обычно отождествляется с местностью на юго-западе Англии, но, может быть, и расположено в бретонском Корнуай, неподалёку от города Каре-Плугер, что является Carhaise из Истории Мерлина (XIII век).
Леодегранс служил у отца Короля Артура Утера Пендрагона. Леодегрансу было поручено при этом хранить Круглый стол после смерти Утера. Когда Гвиневра стала женой Артура, Лодегранс передал Артуру стол в качестве свадебного подарка. Позже, в романе Лодегранс — это один из королей, что принял Артура как своего сюзерена. За это в его земли вторглись мятежники короля Ринса, но Артур пришёл, чтобы спасти его и изгнал врагов. Артур впервые встречает Гвиневру во время этой поездки, их отношения перетекают в любовь и, в конце концов, приводят к роковому браку.
Следуя циклу Ланселота-Грааля, Лодегранс стал отцом своей второй внебрачной дочери; он также назвал этого ребёнка Гвиневрой. Лже-Гвиневра позже предательски убеждает двор Артура, что она — его настоящая жена, а её сестра — самозванка, принуждая настоящую королеву и её любовника Ланселота скрываться с их другом Галеаутом. Гвиневра в конце концов возвращается и получает обратно свой трон.
В валлийской мифологии отец Гвенвифар (Гвиневра) — великан Огируан/Огирван или Гогирфан, несколько раз упоминаемый в средневековых валлийских текстах.